# Charles Victor Naudin
Charles-Victor Naudin (Autun, 14 agosto 1815 – Antibes, 19 marzo 1899) è stato un botanico francese.

## Biografia

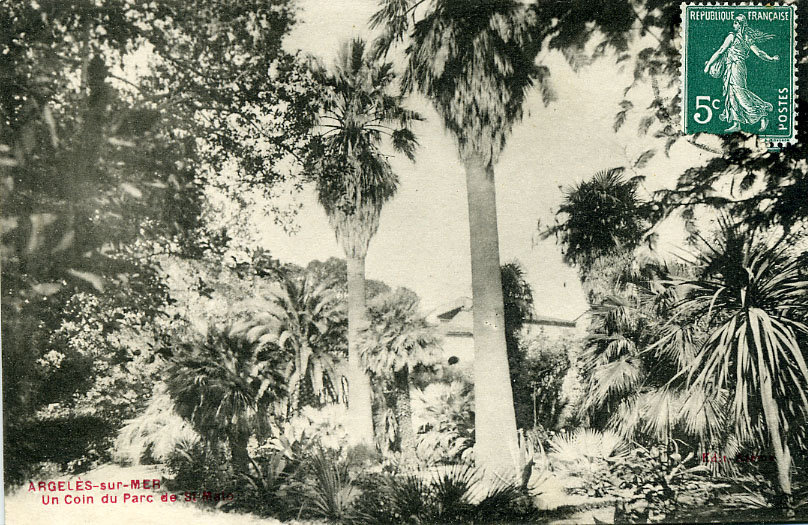
Le due Washingtonia piantate da Charles Naudin nella Villa Saint Malo (Argelès).

Naudin studiò a Bailleul-sur-Thérain nel 1825 e, quindi, a Limoux. Nel 1837 si laureò all'Università di Montpellier in Biologia.
Nel 1837, fu precettore e nel 1842 conseguì il dottorato.
Insegnò fino al 1846, quando fu assunto presso l'erbario del Muséum national d'histoire naturelle come responsabile dei giardini pubblici.
Collaborò con A. Saint-Hilaire quando questi stava lavorando sulla pubblicazione relativa alla flora brasiliana.
Naudin introdusse in Francia i primi semi di Jubaea chilensis.
Poi fu professore di Zoologia presso il Collegio Chaptal, ma una malattia neurologica lo rese sordo.
Divenne quindi assistente naturalista nel 1854.
Nel 1860 si sposò.
Successivamente, nel 1863, divenne membro dell'Accademia della Scienze, succedendo a Horace Benedict Alfred Moquin-Tandon. 
Nel 1869 si trasferì a Collioure, dove ebbe un giardino privato sperimentale.
Nel 1878, fu nominato direttore del giardino botanico di Villa Thuret ad Antibes (l'attuale laboratorio dell'INRA, donato allo stato francese da Gustave Adolphe Thuret), ma perse anche la vista. 
Lavorò in stretta collaborazione con Jacques Nicolas Ernest Germain de Saint-Pierre.
Nonostante la cecità, proseguì gli esperimenti sull'ibridizzazione e l'acclimatamento delle piante per la produzione di nuove specie.
Naudin studiò l'ereditarietà, la flora del Brasile e nel 1860 descrisse 20 specie di zucche.
Charles Darwin e Gregor Mendel studiarono la sua opera. Naudin è considerato un precursore della moderna Genetica.

## Opere
Naudin fu tra i primi studiosi a sostenere l'instabilità degli ibridi, per cui viene considerato un precursore degli studi di Mendel. Scrisse tra l'altro:
- Mémoire sur les hybrides du Règne végétal: è la sua maggiore opera sugli ibridi, inserita nella Recueil des savants étrangers; grazie ad essa, nel 1862 ricevette il Gran Premio dell'Istituto di Botanica. Lo studio dei fenomeni ereditari secondo le sue idee è noto in Francia come naudinism (naudinismo): le specie si devono essere formate nella stessa maniera in cui si sono formate le nostre varietà coltivate. Naudin attribuì la loro formazione alla selezione sistematica effettuata dall'uomo, ma non spiegò come la selezione agisca nello stato della natura.
- Manuel de l'acclimateur (Parigi, 1888): questo manuale è un volume di riferimento per l'Acclimatizzazione nella Riviera nel XIX secolo. Nel periodo trascorso a Collioure, partecipò alla piantumazione della palma della villa del Barone di Saint Malo Vilmarest ad Argeles-sur-Mer, includendo due Washingtonia.